# Поряхино
Поряхино — деревня Георгиевского сельсовета Становлянского района Липецкой области.

## География
Деревня Поряхино расположена севернее села Георгиевское. Через неё проходят просёлочные дороги; имеется одна улица: Веерная.
В деревне берёт начало речка, впадающая в реку Паленка.

## Население
| 2010 |
| ---- |
| 8    |

В 2015 году население деревни составляло 11 человек.